# 章聰
章聰（14世紀—1452年），字俊民，浙江金華府金華縣人，明朝政治人物。

## 生平
章聰是永樂十八年（1420年）舉人，二十二年（1424年）成進士，宣德三年（1428年）獲授行在廣西道監察御史，彈劾官員不避權貴，但在七年（1432年）因為奏事不實和低價買蜜犯罪，以納米贖罪降四等作行人用，出使雲南、廣西、四川等地，兩年後（1434年）上奏稱旨獲復職。
正統元年（1436年）朝廷在都指揮王永提請下，讓章聰以監察御史章聰在延安督邊，次年（1437年）又獲罪論斬，得明英宗赦免立功贖罪。四年（1439年）大臣會舉，他外陞廣西按察使，曾上奏移南丹衛到賓州、奉議衛到貴縣，讓士兵免受瘴患、人民免受軍擾，至十四年（1449年）陞廣西右布政使，其後因父親去世辭官，景泰三年（1452年）去世。

## 引用
1. 1 2  光緒《金華縣志·卷九·人物第三》：章聰，字俊民，永樂二十二年進士，宣德二年拜監察御史，彈劾不避權貴，銓曹稱之；奉勅撫諭南彝，及監軍討西戎，規畫得宜，戎彝歸化，朝廷嘉之。擢廣西按察使，奏徙南丹衛於賓州、奉議衛於貴縣，置巡司於潯梧柳慶要害地，俾士卒免瘴患、民免軍擾，遷右布政，以艱歸卒。 舊志，參趙志
2. ↑  光緒《金華縣志·卷六·人物第三》：（永樂）十八年庚子（舉人）……章聰
3. ↑  《明宣宗章皇帝實錄·卷四十八》：（宣德三年十一月）丁丑擢廬陵縣知縣孔文英，黃州府學教授趙奎，霍州學正張杲，德清縣學教諭尹鏜，蒙陰縣學教諭余濯，山陰縣學教諭袁海，蒲圻縣學教諭朱鑑，萬載縣學教諭董匡，新樂縣學訓導李懋，富順縣學訓導楊禧，南陽縣學訓導王質，遂安縣學訓導張政，新建縣學訓導方端，臨安府學訓導白圭，鄭州學訓導潘岳，江都縣學訓導張勗，進士揭稽、謝衡、施信、胡器、鄧棨、高舉、熊翼、張琦、章聰、王讓、丘俊，監生強敏，梁軫，趙敏，郭原，陳懋，程富，張鏞，李志，唐琛皆為監察御史……聰、讓、鏞行在廣西道……
4. ↑  《明宣宗章皇帝實錄·卷八十九》：（宣德七年四月）乙巳監察御史章聰坐奏事不實及因疾低價買蜜，準例納米贖罪，仍降四等用。
5. ↑  《明宣宗章皇帝實錄·卷一百十一》：（宣德九年六月）庚戌復監察御史章聰官，聰先坐廵按因疾買蜜，謫使西南夷，還奏稱旨，遂命復職。
6. ↑  《明英宗睿皇帝實錄·卷二十四》：（正統元年十一月丁未）命監察御史章聰督邊備於延安綏德以備邊，都指揮王永奏請也。
7. ↑  《明英宗睿皇帝實錄·卷三十七》：（正統二年十二月癸未）……下廵按監察御史章聰執治之獄，具當斬，上命謫之立功以贖。
8. ↑  《明英宗睿皇帝實錄·卷五十六》：（正統四年六月）乙巳陞行在廣西道監察御史章聰為廣西按察司按察使，以大臣會舉也。
9. ↑  《明英宗睿皇帝實錄·卷一百八十》：（正統十四年七月）己丑陞廣西按察使章聰為廣西右布政使……
10. ↑  《《明英宗睿皇帝實錄·卷二百十九·廢帝郕戾王附錄第三十七》：（景泰三年八月己丑）廣西右布政使章聰卒。聰浙江金華縣人，永樂甲辰進士，初授廣西道監察御史，甞坐累未雪用，都御史顧佐薦假行人職如雲南、廣西、四川諭諸蠻之爭地相殘戮者，既還復舊任，尋勑廵延綏邊郡。既而揀閱湖廣軍馬事，所至有成績，用擢廣西按察使，滿考陞廣西右布政使，以父喪解官卒于家。